# بلاكوس
بلدية بلاكوس (بالإسبانية: Blacos)‏ هي إحدى بلديات مقاطعة مقاطعة سوريا الاسبانية الذاتية الحكم في منطقة قشتالة وليون.